# Герб Волгоградської області

Герб Волгоградської області

Герб Волгоградської області — прийнято 18 вересня 2000 року.

## Опис
Герб Волгоградської області являє собою традиційний для російської геральдіки прямокутний геральдичний щит з відношенням висоти до ширини 4:3. У червоному полі щита зображена в натуральному білому кольорі фігура статуї Матері — Батьківщини, установленої на Мамаєвом кургані. На рівні нижньої третини щит пересічено по горизонталі двома синіми смугами, обрамленими по краях і розділеними між собою білими облямівками. Ширина кожної синьої смуги рівна однієї двадцятої висоти щита, ширина білих облямівок — однієї шістдесятої висоти щита.